# Ocellé andalou
Pseudochazara williamsi
Espèce
L’Ocellé andalou (Pseudochazara williamsi) est une espèce de lépidoptères (papillons) de la famille des Nymphalidae, de la sous-famille des Satyrinae et du genre Pseudochazara.
Endémique du Sud-Est de l'Espagne, ce taxon est considéré par certains auteurs comme une sous-espèce de l'espèce asiatique Pseudochazara hippolyte.

## Description
L'imago de l'Ocellé andalou est un papillon marron avec une large bande postdiscale ocre marquée de nervures foncées avec à l'aile antérieure deux ocelles foncés et une frange entrecoupée.
Le revers, plus grisé, présente une bande ocre clair avec les mêmes deux ocelles aux antérieures.

## Systématique
Cette espèce a été décrite en 1927 par le lépidoptériste italien Enzo Romei (d) (1896-1964) en tant que sous-espèce de Pseudochazara hippolyte (Esper, 1783), sous le taxon Pseudochazara hippolyte williamsi. La localité-type est la Sierra Nevada.
Pseudochazara williamsi tend aujourd'hui à être considéré comme une espèce à part entière, rassemblant toutes les populations espagnoles auparavant attribuées à P. hippolyte, lequel est dès lors exclusivement asiatique.
Il existe quatre sous-taxons de Pseudochazara williamsi : williamsi, aislada, augustini et reverchoni, qui ont initialement été décrits comme sous-espèces de P. hippolyte. Certains auteurs ne les considèrent que comme des écotypes, c'est-à-dire des populations isolées adaptées à un ensemble particulier de conditions environnementales.
Les dessins du revers des ailes postérieures des Pseudochazara sont en effet très variables : il existe une importante plasticité phénotypique visant à obtenir un certain degré de mimétisme requis pour le camouflage avec le terrain.

### Publication originale
- (en) E. Romei, « Notes of Collecting in Spain in 1925-26 », The Entomologist's Record and Journal of Variation, Londres, vol. 39,‎ 1927, p. 136-138 (ISSN 0013-8916, lire en ligne, consulté le 29 septembre 2024).

## Noms vernaculaires
- en français : l'Ocellé andalou
- en anglais : Nevada Graylin
- en espagnol : Cuatro ocelos de Sierra Nevada

## Biologie

### Voltinisme
L'Ocellé andalou vole en une génération, en juillet.

### Plante-hôte
La plante-hôte de ses chenilles est une graminée.

## Répartition et biotope
P. williamsi est endémique du Sud-Est de la péninsule Ibérique, en Espagne : il n'est connu que des provinces de Grenade, d'Almería et de Murcie.
La forme williamsi est présente dans la Sierra Nevada, la forme augustina dans la Sierra de Gádor, et la forme aislada dans la Sierra de María.

### Biotope
L'Ocellé andalou réside en altitude sur des pentes rocheuses herbues.